# Lucía Caraballo
Lucía Caraballo (Madrid, 27 de juliol de 1999) és una actriu espanyola de teatre, televisió i cinema, coneguda especialment pels seus paper a les sèries Estoy vivo (La 1) i El secreto de Puente Viejo (Antena 3).

## Biografia
Va començar a formar-se en el món de la interpretació el 2004, i als cinc anys ja era sobre els escenaris teatrals, amb l'obra Un rinoceronte en el infierno. De bon començament va comptar amb el suport de la seva família, tot i que al principi ho veien com un joc i posteriorment com la professió que havia triat la seva filla.
La seva primera aparició a la televisió va ser el 2007 a la sèrie Hospital Central, i a partir d'aquell moment va seguir actuant en diverses sèries, com Águila roja, Los hombres de Paco o Física o química. Durant aquesta etapa va guanyar experiència i es va mostrar decidida a prendre aquest camí. És llavors quan va començar a assistir a classes de teatre musical, de jazz dance i de funk a l'escola El Cubo. Un any després va aconseguir el seu primer paper en un llargemtratge, Carne cruda, tot i que ja havia rodat abans els curtmetratges Uniformadas i Taxi.
Mentre esperava algun projecte on tenir-hi més pes interpretatiu va arribar el curtmetratge El amor me queda grande (2014), que li va suposar un reconeixement i li va fer guanyar el premi a la millor actriu en el Certamen Audiovisual de Cabra. El mateix any va actuar a l'obra de teatre Delicia, i l'any següent es va incorporar al repartiment de la sèrie Acacias 38. L'any 2016 va arribar-li l'èxit amb Lu de Luna, i es converteix en vlogger oficial de Disney Channel, i més endavant seria la presentadora d'un format renovat en el qual parlaria i opinaria sobre tot allò relatiu a la sèrie Soy Luna.
L'any 2016 va interpretar la protagonista de jove de la pel·lícula No culpis el karma del que et passa per gilipolles, de Maria Ripoll, i en acabar el batxillerat el 2017 va començar a gravar la primera temporada d'Estoy vivo, el seu primer gran projecte, i que li permetria desenvolupar-se com a actriu. Quan aquesta gravació va finalitzar va anar a Londres durant mig any. Allà va viure i estudiar anglès en una residència durant tres mesos, i posteriorment va treballar de cambrera i coctelera mentre assistia a classes d'interpretació a l'escola CityActing. Quan va tornar a Madrid va iniciar els seus estudis d'interpretació a l'Estudio Corazza i va continuar fent curtmetratges i aparicions en sèries de televisió fins que el 2019 ho va fer com a personatge fixe amb El secreto de Puente Viejo.
El desembre de 2019 es va preestrenar la tercera temporada d'Estoy vivo, a la qual sembla que s'hi reincorporava juntament amb les actrius Cristina Plazas i Anna Castillo.
Viatjar és una de les seves passions, activitat que feia des de ben petita amb la seva família.

## Filmografia principal
| Any             | Títol | Personatge                   | Notes                    |
| --------------- | --- | ---------------------------- | ------------------------ |
| 2007-2009       | Hospital Central                                                                                         | Nadia                        | sèrie de TV; 2 episodis  |
| 2009            | Águila roja                                                                                              | Duquesa de Montemayor        | sèrie de TV; 1 episodi   |
| 2009            | Los hombres de Paco                                                                                      | Giovanna                     | sèrie de TV; 2 episodis  |
| 2009            | Física o química                                                                                         | Bea                          | sèrie de TV; 3 episodis  |
| 2009-2011       | Gran Reserva                                                                                             | Lucía Reverte (petita)       | sèrie de TV; 2 episodis  |
| 2011            | Carne cruda                                                                                              | Candela                      | pel·lícula               |
| 2012            | Buenas noches, dijo la Señorita Pájaro                                                                   | Nuria                        | pel·lícula               |
| 2014            | Víctor Ros                                                                                               | Marieta                      | sèrie de TV; 1 episodi   |
| 2014            | La mujer que hablaba con los muertos                                                                     | Úrsula                       | pel·lícula               |
| 2015            | Acacias 38                                                                                               | Gracia                       | sèrie de TV              |
| 2016            | El Caso: Crónica de sucesos                                                                              | Rebeca Martín (jove)         | sèrie de TV; 2 episodis  |
| 2016            | Centro médico                                                                                            | Patricia Arnaldi             | sèrie de TV; 1 episodi   |
| 2016            | No culpis el karma del que et passa per gilipolles (No culpes al karma de lo que te pasa por gilipollas) | Sara jove                    | pel·lícula               |
| 2017            | Cuéntame cómo pasó                                                                                       | Eli                          | sèrie de TV; 1 episodi   |
| 2017-2019       | Estoy vivo                                                                                               | Beatriz "Bea" Vargas Bertrán | sèrie de TV; 31 episodis |
| 2018            | Gigantes                                                                                                 | Laura                        | sèrie de TV; 2 episodis  |
| 2019-actualitat | El secreto de Puente Viejo                                                                               | Antoñita Malo                | sèrie de TV; 20 episodis |